# 玉津岡神社

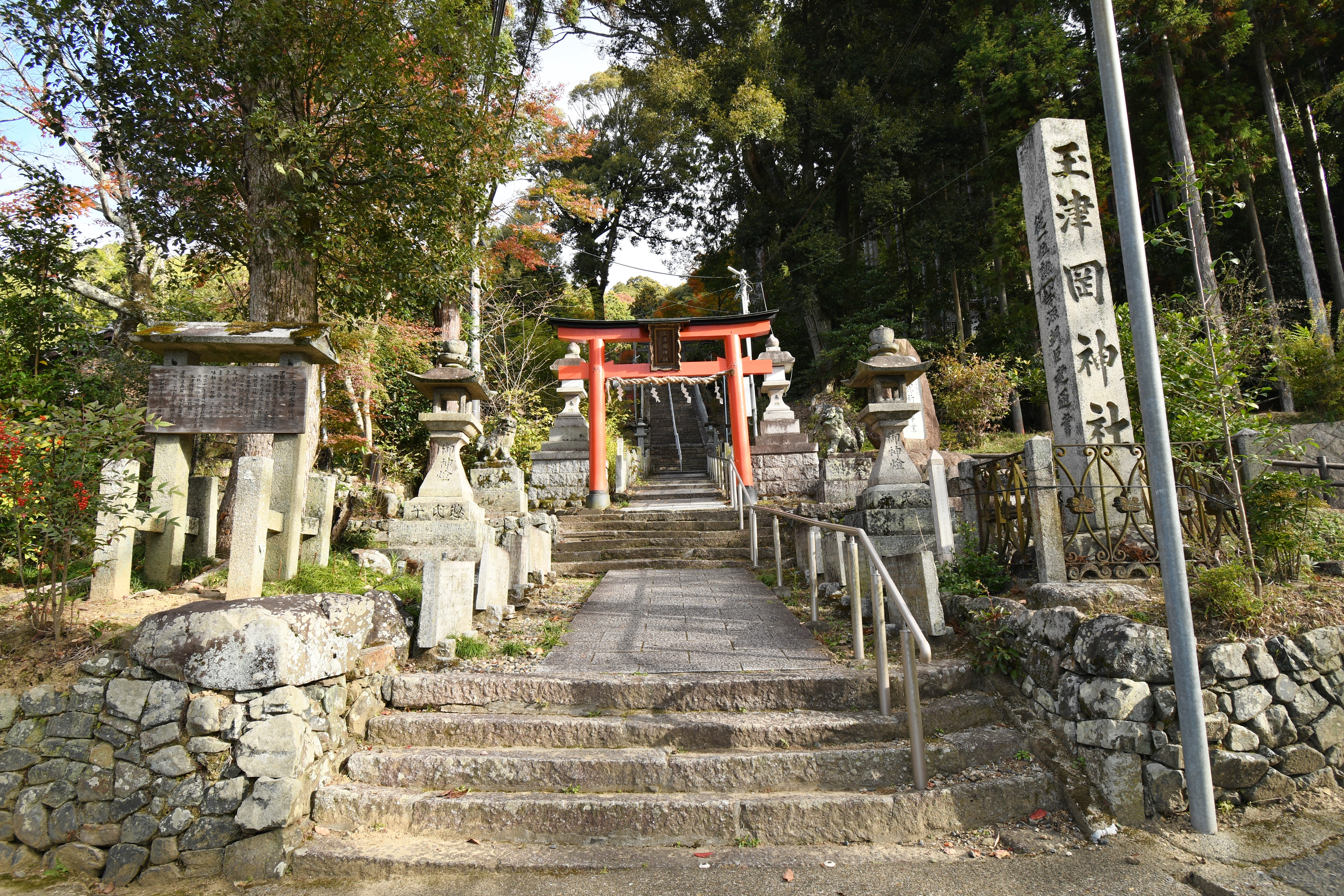
境内入り口

玉津岡神社（たまつおかじんじゃ）は、京都府綴喜郡井手町にある神社。旧社格は郷社。

## 祭神
祭神は次の通り。
主祭神
- 下照比賣命（したてるひめのみこと）

大神
玉津岡六柱の大神。
- 下照比賣命
- 天兒屋根命
- 少彦名命
- 素戔嗚命
- 味耜高彦根命
- 菅原道真公

## 歴史
欽明天皇元年（540年）、玉津岡の南に下照比賣命が降臨、そこでお祭りをした「玉岡の社」が玉津岡神社の起源。「玉岡の社」は「玉岡春日社」、江戸時代に「八王子社」と称号を変え、現在は玉津岡神社となる。1878年（明治11年）には、八王子社（玉津岡鎮座）、春日社（西垣内鎮座）、田中社（宮の前鎮座）、八阪社（西前田鎮座）、天神社（玉の井鎮座）の五社が八王子社殿（玉岡の社）に合祭している。天神社（玉の井鎮座）は椋本天神社を移したもので、その創祀は天平3年（731年）9月であり、創祀者は橘諸兄公とされる。境内には橘諸兄とその一族の一人楠木正成公を合祭した橘神社がある。また玉津岡神社の社紋は「流れ山吹」であるが、これは楠木正成の家紋「菊水」と同じものともされている。ちなみに主神の下照比賣命は「家内和合の神」である。江戸時代に春日造で建てられた本殿は京都府登録文化財、鎮守の森は文化財環境保全地区となっている。。

## 境内

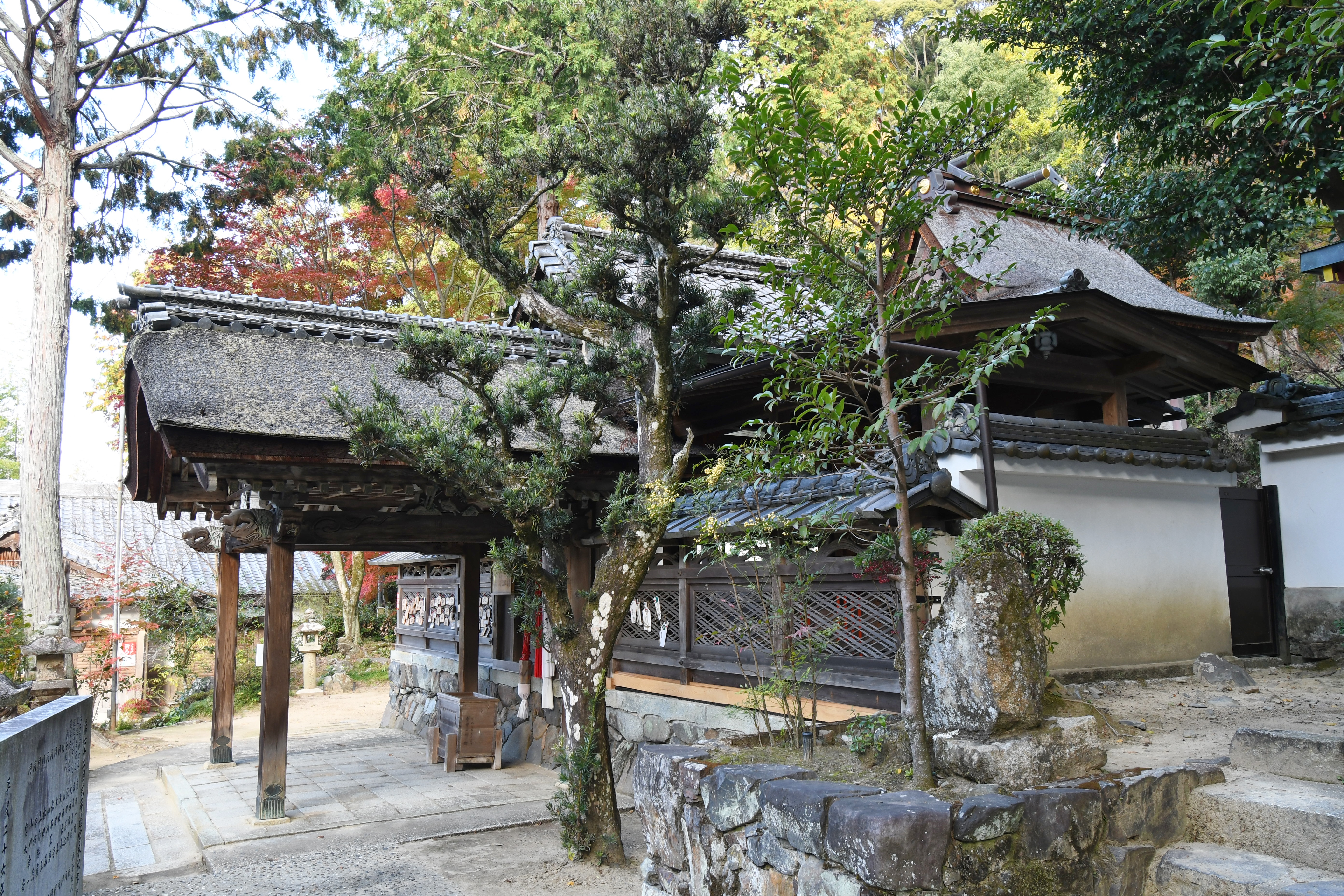
本殿（右奥、京都府登録文化財）
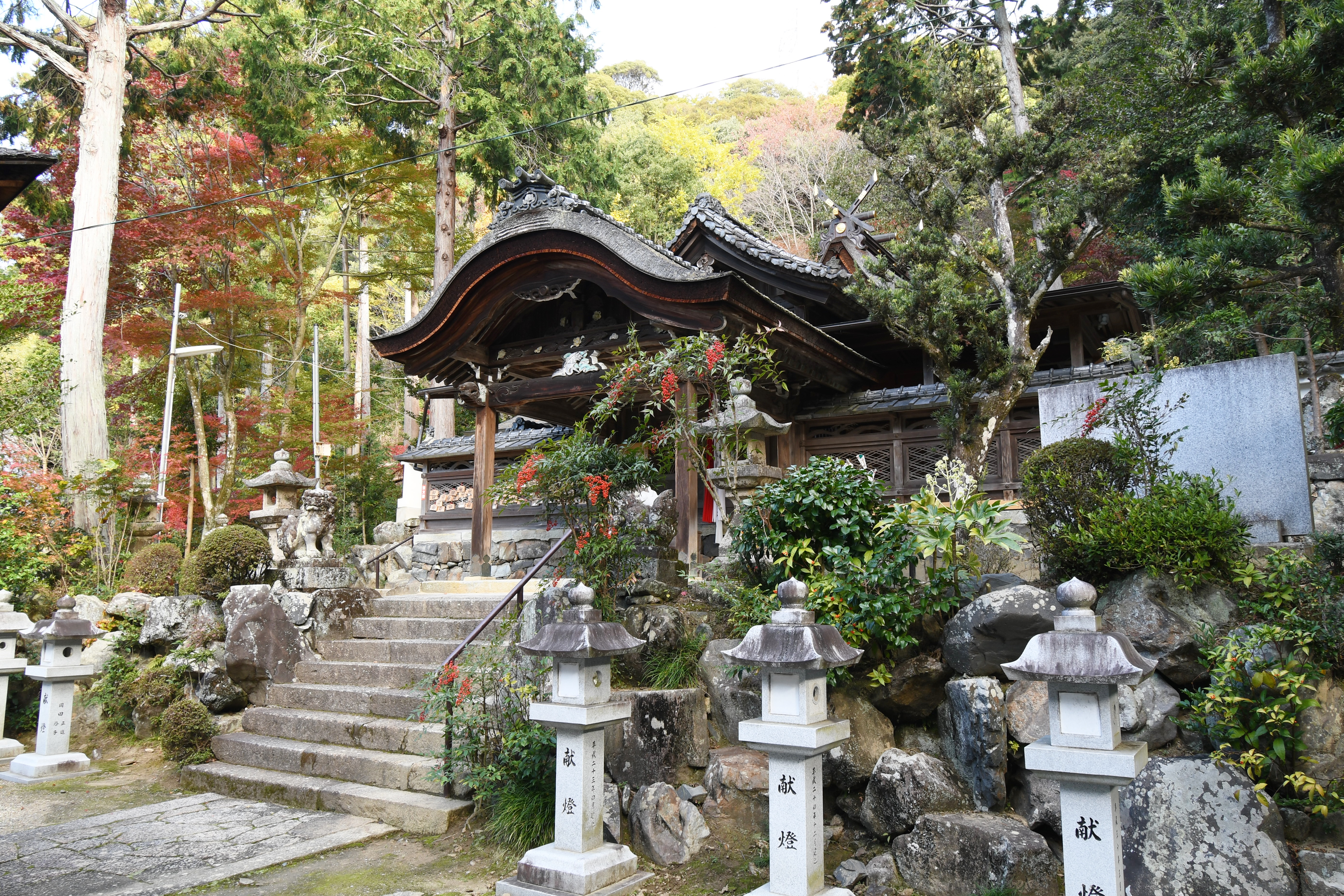
中門
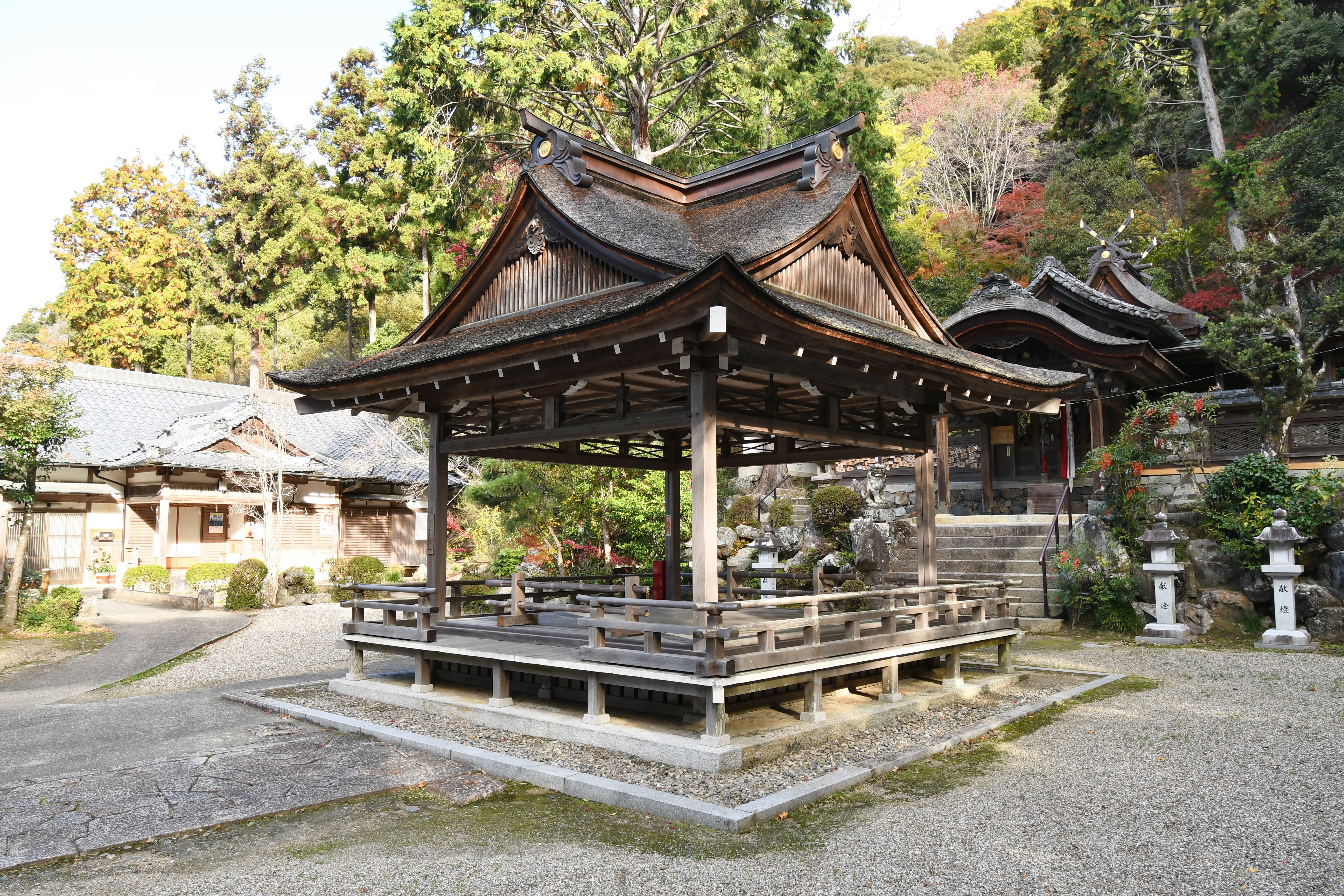
拝殿
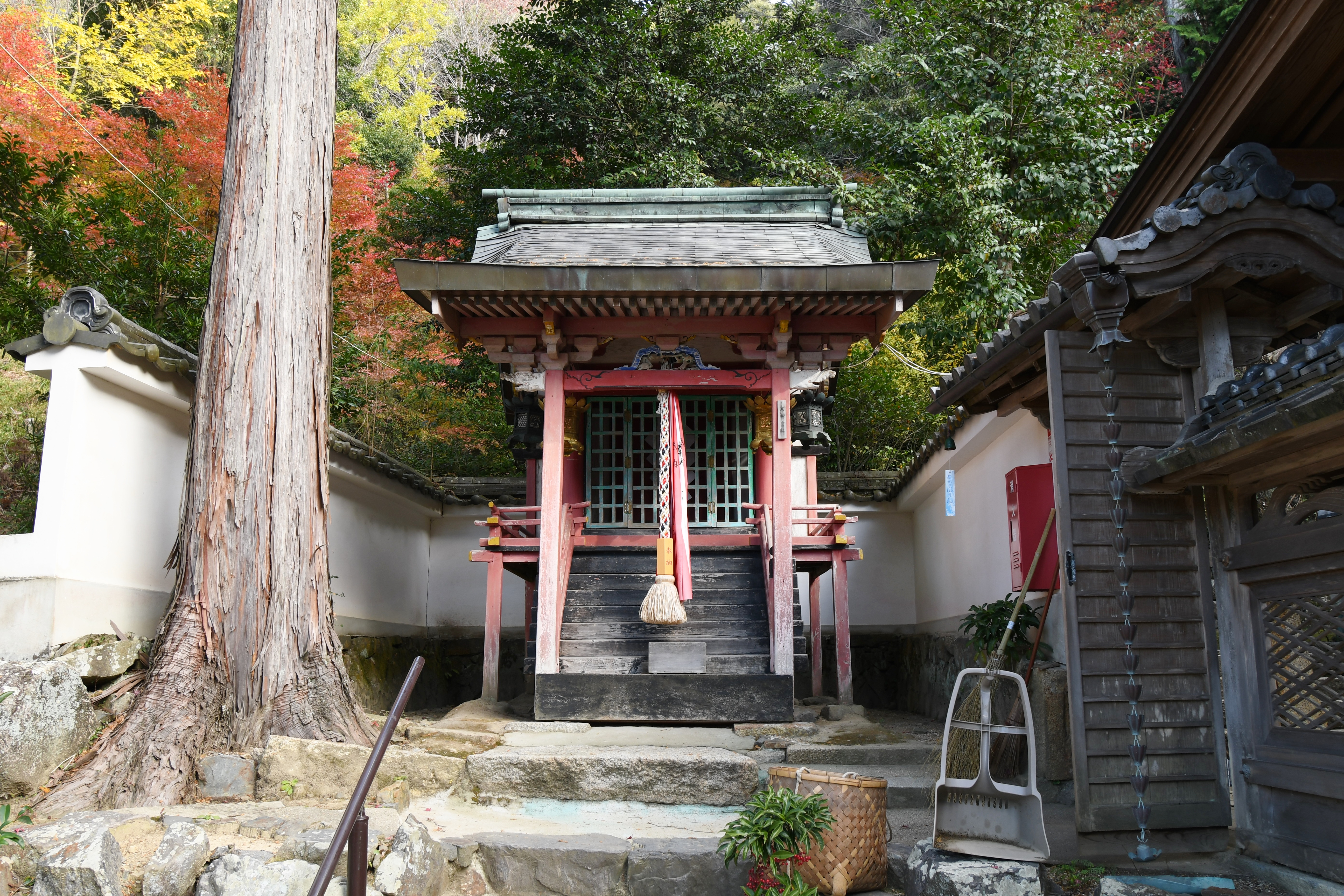
末社大神宮社（京都府登録文化財）

## 文化財

### 京都府登録文化財
- 有形文化財
  - 玉津岡神社 2棟（建造物） - 1984年（昭和59年）4月14日登録。
    - 本殿 - 江戸時代。
    - 末社大神宮社 - 江戸時代。

## 交通アクセス
JR奈良線玉水駅より約2.0キロメートル、徒歩約30分。